# 異黃酮類化合物
異黃酮類化合物（isoflavonoids）属于黄酮类化合物中的一种类型，其B环连接于C3位上，可再细分为异黄酮和二氢异黄酮两类。
异黄酮类化合物主要存在豆科植物中，由于结构与人类雌激素相似，某些种类的化合物可通过雌激素受体产生生物效应，因而有植物雌激素（phytoestrogen）之称，在临床上可用于缓解围绝经期症状，如防治骨质疏松、潮热等。

## 介紹
異黃酮是植物次生代謝產物的生物功能和仲裁各種重要的生態影響。他們主要是在大豆和其他豆科植物中被發現。異黃酮的其中一個功能是一個信號分子，誘導基因在點頭豆類和根瘤菌共生關係。此外異黃酮作為前體的發展植物抗毒素在植物微生物的相互作用。異黃酮的代謝啟動與固定碳經歷了苯丙途徑。